# Gmina Gorzyce (Powiat Tarnobrzeski)
Die Gmina Gorzyce ist eine Landgemeinde im Powiat Tarnobrzeski der Woiwodschaft Karpatenvorland in Polen. Ihr Sitz ist das gleichnamige Dorf.

## Gliederung
Zur Landgemeinde (gmina wiejska) Gorzyce gehören folgende Ortschaften mit einem Schulzenamt:
Furmany
Gorzyce
Gorzyce-Osiedle
Motycze Poduchowne
Orliska
Sokolniki
Trześń
Wrzawy
Zalesie Gorzyckie